# Bélhagymás község
Bélhagymás község (románul: Comuna Hășmaș) község Arad megyében, Romániában. Központja Bélhagymás, beosztott falvai Botfej, Bélegregy, Bélörvényes, Kománfalva, Pusztaklit.

## Népessége
1850 és 2021 között a községet alkotó falvak népessége az alábbiak szerint változott:
| Lakosok száma | 1835 | 1856 | 2178 | 2503 | 1979 | 1588 | 1460 | 1300 | 1130 |
|               | 1880 | 1900 | 1920 | 1941 | 1977 | 1992 | 2002 | 2011 | 2021 |